# Golpe de Estado en Alto Volta de 1982
El golpe de Estado en Alto Volta de 1982 tuvo lugar en la República del Alto Volta (hoy Burkina Faso) el 7 de noviembre de 1982. El golpe, dirigido por el coronel Gabriel Yoryan Somé y un numeroso grupo de oficiales subalternos de las Fuerzas Armadas de Burkina Faso, derrocó el régimen del coronel Saye Zerbo. Este había asumido el poder poco menos de dos años antes mediante un golpe de Estado.

## Antecedentes
El Alto Volta, antigua colonia de Francia, había sufrido varios golpes de estado desde su independencia en 1960. En 1966, la dictadura de partido único del presidente Maurice Yaméogo terminó debido a la fuerte oposición de los poderosos sindicatos y al golpe de Estado de 1966 y su sucesor militar, el presidente Sangoulé Lamizana, fue derrocado por el golpe de Estado de 1980 después de un largo período de malestar laboral, hambruna y problemas económicos.
Después de derrocar a Lamizana, el coronel Saye Zerbo restableció el régimen militar totalitario que el anterior presidente puso fin con las elecciones presidenciales y parlamentarias de 1978. Su gobierno Inicialmente fue apoyado por los sindicatos y gran parte de la oposición política, pero al poco tiempo estos se convirtieron en sus enemigos.
Al establecer una junta con muchos miembros radicales, el Comité Militar de Recuperación para el Progreso Nacional (que incluía a alguno de los que posteriormente serían presidentes de la nación: Thomas Sankara y Blaise Compaoré y su estrecho colaborador Henri Zongo), el liderazgo de Zerbo se volvió cada vez más dictatorial. Volvió a prohibir todos los partidos políticos y una vez más ilegalizó las huelgas laborales. Los sindicatos reaccionaron con dureza. Las luchas internas entre facciones pronto aumentaron dentro de la junta y el 12 de abril de 1982 Thomas Sankara (secretario de Estado para la Información), Blaise Compaoré y Henri Zongo dimitieron del Comité. Posteriormente los tres fueron detenidos.
Las protestas contra Zerbo se hicieron cada vez más frecuentes: en abril se llevaron a cabo varias huelgas generales antigubernamentales, en mayo los sindicatos exigieron el regreso al gobierno constitucional y en septiembre se arrestó a varios destacados líderes sindicales y de la oposición.

## Golpe de Estado
El 7 de noviembre de 1982, las facciones progresistas y radicales dentro del régimen militar estaban hartas del liderazgo de Saye Zerbo. Entre ellos se encontraba el conocido como «Grupo de Oficiales Comunistas», un movimiento clandestino formado por Sankara, Compaoré, Zongo y Jean-Baptiste Boukary Lingani. En la capital del país, Uagadugú, el jefe del Estado Mayor del ejército, coronel Gabriel Yoryan Somé, y otros oficiales que formaban parte del autodenominado Consejo de Salvación Popular actuaron para deponer y arrestar al presidente Zerbo. Los golpistas declararon que el presidente derrocado era un demagogo mentiroso que había traicionado la confianza de su pueblo.
Dos días después del golpe, la nueva junta militar nombró jefe de Estado al poco conocido médico militar, el mayor Dr. Jean-Baptiste Ouédraogo. Somé siguió siendo jefe de gabinete. El Consejo de Salvación Popular tomó varias medidas durante las siguientes semanas, despidiendo a antiguos oficiales militares de alto rango de la era Lamizana y legalizando los principales sindicatos.

## Consecuencias
El liderazgo del presidente Ouédraogo no duraría mucho. Sobrevivió a un intento de golpe de Estado el 28 de febrero de 1983, pero después de arrestar a su recién nombrado primer ministro, Thomas Sankara, y a otros miembros prominentes del Grupo de Oficiales Comunistas, se vio afectado por un aumento de las protestas, seguido de un levantamiento militar liderado por Blaise Compaoré. El 4 de agosto de 1983 fue finalmente derrocado en un golpe de Estado organizado por Compaoré, que liberó a Sankara y lo convirtió en presidente. Esto inició la «revolución burkinesa», un proceso en el que Sankara y su nueva junta intentaron transformar radicalmente el Alto Volta (que pronto pasó a llamarse Burkina Faso) según los principios revolucionarios de izquierda.
El propio Sankara sería derrocado en 1987 por su viejo amigo Compaoré, que permaneció en el poder hasta la revolución de Burkina Faso de 2014.